# کمپانی کاتالان
انجمن کاتالان (انگلیسی: Catalan Company)، گروهی از مزدوران بودند که در قرن ۱۴ توسط راجر دفلور در امپراتوری بیزانس طی دوره دودمان پالایوگی برای مقابله با رشد قدرت ترکان تشکیل شد.